# Niels-Peter Rudolph
Niels-Peter Rudolph (* 2. Mai 1940 in Wuppertal) ist ein deutscher Regisseur und Intendant.

## Karriere

### Regisseur
Parallel zu einem nur kurzen Studium der Theater- und Kunstgeschichte in Berlin und Kiel arbeitete Rudolph an der Kieler Studentenbühne mit. Er wurde Regieassistent bei Hans Schalla in Bochum. Dort inszenierte er 1963 Carl Sternheims Bürger Schippel.
Zwischen 1968 und 1971 folgten weitere Inszenierungen, ehe Rudolph 1972 für ein Jahr Schauspieldirektor in Basel wurde. Ab 1973 inszenierte er abwechselnd in Hamburg und Stuttgart, darunter Shakespeare, Carlo Goldoni und Botho Strauß. Tschechows Onkel Vanja am Schillertheater Berlin und Strauß’ Bekannte Gesichter, gemischte Gefühle aus Stuttgart wurden beide 1976 zum Berliner Theatertreffen eingeladen. Zwischen 1977 und 1979 waren seine Inszenierungen fester Bestandteil des Berliner Theatertreffens. Insgesamt war er dort mit acht Nominierungen vertreten.
1977 wurde Rudolph mit dem Deutschen Kritikerpreis ausgezeichnet.

### Intendant
1979 wurde Rudolph Intendant des Deutschen Schauspielhauses Hamburg, wo er anfangs Tschechows Drei Schwestern inszenierte. 1984 erklärte Rudolph überraschend seinen Rücktritt als Intendant, trotz seines bis 1988 verlängerten Vertrages. Damit reagierte er auf einen Brief des damaligen Hamburger Bürgermeister Klaus von Dohnanyi. Von 1985 an arbeitete er wieder frei in Stuttgart, München, Berlin und Hamburg. In seinen späteren Bühnenjahren wendet sich Rudolph auch der Oper zu.
Rudolph unterrichtet an der Theaterakademie Hamburg der Hochschule für Musik und Theater Hamburg.

## Persönliches
Er ist ein älterer Bruder des Schauspielers Hans Christian Rudolph (1943–2014) und verheiratet mit der Film- und Theaterschauspielerin Hildegard Schmahl. Ihre Kinder sind die Regisseurin Hannah Rudolph und der Schauspieler Sebastian Rudolph.